# Patson Daka
Patson Daka (ur. 9 października 1998 w Chingola) – zambijski piłkarz, występujący na pozycji napastnika w angielskim klubie Leicester City oraz w reprezentacji Zambii. Uczestnik Pucharu Narodów Afryki 2023.

## Kariera klubowa

### Liefering
1 stycznia 2017 przeszedł do Liefering. W dniu 1 lipca 2017 został wypożyczony z powrotem do Liefering, aby zagrać przez cały sezon Bundeslidze austriackiej.

### Red Bull Salzburg
Daka podpisał pięcioletni kontrakt z Red Bull Salzburg i początkowo grał w drużynie młodzieżowej, z którą wygrał Lige Młodzieżową UEFA w sezonie 2016/2017, strzelając 2 gole w 2 meczach. Sezon później 24 sierpnia 2017 r., zadebiutował w seniorskiej drużynie, przeciwko Viitorul Konstanca w Lidze Europy. Trzy dni później zadebiutował w lidze w przegranym meczu z Sturm Graz. Swojego pierwszego gola dla seniorskiej drużyny zdobył 11 sierpnia 2018, w wygranym meczu ligowym przeciwko Austrii Wiedeń. W dniu 27 listopada 2019 Daka zdobył gola przeciwko Genk w Lidze Mistrzów i stał się pierwszym zambijskim piłkarzem, który strzelił gola w fazie grupowej tych rozgrywkach.
18 grudnia 2019 r. Daka przedłużył kontrakt z Red Bull Salzburg do 2024. 30 wrześnie 2021 r. strzelił dwa gole w wygranym meczu 3-1 przeciwko Maccabi Tel Awiw i wraz z drużyną zakwalifikował się do fazy grupowej Ligi Mistrzów.

### Leicester City
30 czerwca 2021 roku przeszedł do angielskiego Leicester City podpisując pięcioroczny kontrakt. Zadebiutował w Leicester City 7 sierpnia 2021 roku podczas finału Tarczy Wspólnoty wchodząc na boisko w 75. minucie za Jamie Vardy'ego. Mecz ten zakończył się wygraną Lisów 1:0. Z kolei pierwszy mecz ligowy Daka zagrał 23 sierpnia 2021 roku z West Hamem United w ramach 2. kolejki Premier League wchodząc na boisko za Harveya Barnesa w 64. minucie mecz ten zakończył się wynikiem 4:1 dla West Hamu. Pierwszego gola dla Leicester City Patson strzelił 16 października 2021 roku w ramach 8 kolejki Premier League w meczu z Manchesterem United. Był to czwarty gol Lisów w tym spotkaniu, które ostatecznie zakończyło się wynikiem 4:2.

## Kariera reprezentacyjna
W 2017 został wybrany najlepszym młodym zawodnikiem CAF.

## Statystyki

### Klubowe
Aktualne na 8 marca 2024
| Klub                 | Sezon              | Liga                   | Liga  | Liga | Puchar kraju | Puchar kraju | Kontynentalne | Kontynentalne | Inne* | Inne* | Suma  | Suma |
| Klub                 | Sezon              | Liga                   | Mecze | Gole | Mecze        | Gole         | Mecze         | Gole          | Mecze | Gole  | Mecze | Gole |
| -------------------- | ------------------ | ---------------------- | ----- | ---- | ------------ | ------------ | ------------- | ------------- | ----- | ----- | ----- | ---- |
| Power Dynamos (wyp.) | 2016               | Zambian Premier League | –     | –    | –            | –            | –             | –             | –     | –     | –     | –    |
| Liefering (wyp.)     | 2016/17            | Bundesliga austriacka  | 9     | 2    | –            | –            | –             | –             | –     | –     | 9     | 2    |
| Liefering (wyp.)     | 2017/18            | Bundesliga austriacka  | 18    | 4    | –            | –            | –             | –             | –     | –     | 18    | 4    |
| Liefering (wyp.)     | Ogólnie            | Ogólnie                | 27    | 6    | 0            | 0            | 0             | 0             | 0     | 0     | 27    | 6    |
| Red Bull Salzburg    | 2017/18            | Bundesliga austriacka  | 8     | 0    | 2            | 1            | 2             | 0             | –     | –     | 12    | 1    |
| Red Bull Salzburg    | 2018/19            | Bundesliga austriacka  | 15    | 3    | 3            | 1            | 8             | 2             | –     | –     | 26    | 6    |
| Red Bull Salzburg    | 2019/20            | Bundesliga austriacka  | 31    | 24   | 6            | 2            | 8             | 1             | –     | –     | 45    | 27   |
| Red Bull Salzburg    | 2020/21            | Bundesliga austriacka  | 28    | 27   | 6            | 5            | 8             | 2             | –     | –     | 42    | 34   |
| Red Bull Salzburg    | Ogólnie            | Ogólnie                | 82    | 54   | 17           | 9            | 26            | 5             | 0     | 0     | 125   | 68   |
| Leicester City       | 2021/22            | Premier League         | 23    | 5    | 1            | 0            | 10            | 6             | 4     | 0     | 38    | 12   |
| Leicester City       | 2022/23            | Premier League         | 30    | 4    | 3            | 0            | –             | –             | 3     | 0     | 36    | 4    |
| Leicester City       | 2023/24            | EFL Championship       | 13    | 7    | –            | –            | –             | –             | 1     | 0     | 14    | 7    |
| Ogólnie w karierze   | Ogólnie w karierze | Ogólnie w karierze     | 175   | 76   | 21           | 9            | 36            | 11            | 8     | 0     | 241   | 97   |

*- Uwzględniono rozgrywki Tarczy Wspólnoty oraz Pucharu Ligi Angielskiej.

## Sukcesy

### Red Bull Salzburg
- Mistrzostwo Austrii: 2017/18, 2018/19, 2019/20, 2020/21
- Puchar Austrii: 2018/19, 2019/20, 2020/21
- Liga Młodzieżowa UEFA: 2016/17

### Leicester City
- Tarcza Wspólnoty: 2021

### Reprezentacyjne
- Mistrzostwo Afryki U-20: 2017
- Puchar COSAFA U-20: 2016

### Indywidualne
- Najlepszy gracz Mistrzostw Afryki U-20: 2017
- Drużyna turnieju Mistrzostw Afryki U-20: 2017
- Młody gracz roku CAF: 2017
- Sportowiec roku w Zambii: 2017
- Gracz rundy mistrzowskiej sezonu w Bundeslidze austriackiej: 2019/20
- Gracz sezonu w Bundeslidze austriackiej: 2020/21
- Król strzelców Bundesligi austriackiej: 2020/21
- Król strzelców w kwalifikacjach do Puchar Narodów Afryki: 2021[a]